# The Woman (film)
The Woman – amerykański film fabularny (hybryda dramatu i horroru) z 2011 roku, napisany i wyreżyserowany przez Lucky’ego McKee, twórcę kultowego obrazu May z 2002. Swoją światową premierę miał 23 stycznia 2011 roku w trakcie Sundance Film Festival. Projekt, oparty na powieści Jacka Ketchuma pod tym samym tytułem, jest sequelem niezależnego filmu grozy Offspring (2009) w reżyserii Andrew van den Houtena.

## Fabuła
Chris Cleek, adwokat sądowy z małej miejscowości, uprowadza znalezioną w lesie kobietę − ostatnią członkinię tubylczego plemienia. Więzi ją w piwnicy, wierząc, że z pozytywnym skutkiem uda mu się przeprowadzić proces ucywilizowania dzikuski. Metody, których się podejmuje, stają się coraz bardziej brutalne, co spotyka się z dezaprobatą najbliższych mężczyzny − żony i córki.

## Obsada
- Pollyanna McIntosh − Kobieta
- Angela Bettis − Belle Cleek
- Sean Bridgers − Chris Cleek
- Lauren Ashley Carter − Peggy Cleek
- Zach Rand − Brian Cleek
- Carlee Baker − pani Genevieve Raton
- Shyla Molhusen − Darlin' Cleek
- Alexa Marcigliano − Socket

## Nagrody i wyróżnienia
- 2011, Sitges − Catalonian International Film Festival:
  - nagroda za najlepszy scenariusz (nagrodzeni: Lucky McKee, Jack Ketchum)
- 2011, Toronto After Dark Film Festival:
  - nagroda specjalna w kategorii najlepszy horror
  - nagroda specjalna w kategorii najlepszy montaż
  - nagroda specjalna w kategorii najbardziej niepokojący film
  - nagroda specjalna w kategorii najlepszy czarny charakter
- 2011, Strasbourg International Film Festival:
  - Festival Prize w kategorii nagroda widowni (Lucky McKee)
  - Festival Prize w kategorii najlepszy film międzynarodowy (Lucky McKee)
- 2011, Lund Fantastic Film Festival:
  - nagroda The Siren w kategorii najlepszy film międzynarodowy
- 2012, Fangoria Chainsaw Awards:
  - nominacja do nagrody Chainsaw w kategorii najlepsza aktorka (Pollyanna McIntosh)

## Zdjęcia
Zdjęcia do filmu realizowane były na terenie amerykańskiego stanu Massachusetts.